# 斎宮行列
斎宮行列（さいくうぎょうれつ）は、京都府京都市右京区で毎年10月第3日曜日に開催される祭りである。1999年から群行が行われていて2012年で14回目となる。雨天の場合は中止となる。この祭りはかつて斎王が潔斎を行ったとされる野宮にちなんでおり野宮神社内の斎宮行事保存会が主催となって行われている。かつては斎宮夢行列と言う名前で開催されていた。1999年の第1回より外部募集が行われている。斎王まつり（三重県多気郡明和町）、あいの土山斎王群行（滋賀県甲賀市）とともに、外部公募されている「三大斎王群行」の一つとされているが、他の2ヶ所とは異なって書類による選考が行われていない為、物理的には所定の参加費用を支払う事で誰でも参加出来るようになっている。しかしながら、他の2ヶ所と異なって主役である斎宮代役は公募されていない形が取られてある。
祭りでは野宮を出発した後、伊勢神宮へと向かう斎宮代とその従者の行列（群行）を再現している。平安時代の衣装を着た人々が、野宮神社から嵯峨嵐山駅を経由して渡月橋に向かて行進して行き、行列の最後では大堰川で禊の儀が行われる。　

## 歴代斎宮代役
- 第1回（1999年）：初代斎宮代役　佐藤美乃里
- 第2回（2000年）：第2代斎宮代役　林田麻衣子
- 第3回（2001年）：第3代斎宮代役　津田佐代子
- 第4回（2002年）：第4代斎宮代役　千葉史恵
- 第5回（2003年）：第5代斎宮代役　牧野岬
- 第6回（2004年）：第6代斎宮代役　小西結子
- 第7回（2005年）：第7代斎宮代役　池田彩子
- 第8回（2006年）：第8代斎宮代役　中山望
- 第9回（2007年）：第9代斎宮代役　千葉素美
- 第10回（2008年）：第10代斎宮代役　井上弘子
- 第11回（2009年）：第11代斎宮代役　石原夏子
- 第12回（2010年）：第12代斎宮代役　田中美奈
- 第13回（2011年）：第13代斎宮代役　吉川香奈子
- 第14回（2012年）：第14代斎宮代役　千葉吉美
- 第15回（2013年）：第15代斎宮代役　吉田佳菜
- 第16回（2014年）：第16代斎宮代役　千葉優子
- 第17回（2015年）：第17代斎宮代役　懸野安澄
- 第18回（2016年）：第18代斎宮代役　足立奈々紀
- 第19回（2017年）：第19代斎宮代役　吉岡美保
- 第20回（2018年）：第20代斎宮代役　中西紗菜
- 第21回（2019年）：第21代斎宮代役　湯川恭子

## 一般公募されている主な役柄
- 乳母　袿を着て群行を行う、また禊の儀にも参列する。（※女性のみ）
- 命婦　袿を着て群行を行う、また禊の儀にも参列する。　（※女性のみ）
- 采女　采女装束を着て群行を行う。　（※女性のみ）
- 女嬬　袿を着て群行を行う。　（※女性のみ）
- 監送使 束帯を着て馬に乗り群行を行う、また禊の儀にも参列する。　（※男性のみ）
- 山城守　束帯を着て群行を行う、また禊の儀にも参列する。
- 山城介　束帯を着て群行を行う。
- 輿丁　衣装を着て斎宮代の乗る葱華輦を担いだり、牛車を引いたりする。（※男性のみ）
- 戸座　童水干を着て群行を行う、また禊の儀にも参列する。（※小学生の男児）
- 火矩小女 袿を着て群行を行う、また禊の儀にも参列する。（※小学生の女児）
- 稚児　稚児装束を着て群行を行う。（※幼稚園～小学生の男女）